# Mensenjagers aan de Nijl
Mensenjagers aan de Nijl is een roman van Karl May uit 1896, oorspronkelijk uitgebracht als "Im Lande des Mahdi I". De Nederlandse vertaling is van C.H. Schaap. Het is het zevende deel dat zich afspeelt in de Oriënt en dit keer geheel in Egypte, destijds een onderdeel van het Turkse Rijk.

## Verhaal
Kara Ben Nemsi bezoekt Caïro en raakt in contact met de schatrijke Turkse handelaar Moerad Nassyr uit Smyrna. De overige hoofdrolspelers zijn:
- Selim, de huisbewaarder van Moerad Nassyr, die in de loop van het verhaal deze werkgever verruilt voor Kara Ben Nemsi. Hij is een Fessarah-Arabier, die is weggegaan bij zijn stam. Hij ontpopt zich als een doodsbange praatjesmaker.
- Abd el Barek. Speelt voor spook en doet dat toevallig in het woonhuis van zijn zakenpartner Moerad Nassyr en wordt aldaar door Kara Ben Nemsi ontmaskerd. Hij is het hoofd van de heilige kadirine.
- Fakir Abd Asl, de vader van de grootste en vermetelste slavenjager Ibn Asl. Laatstgenoemde zal met de oudste zus van Moerad Nassyr gaan trouwen.
- Reis Effendina ofwel Achmed Abd el Insaf. Hij heeft een snel zeilschip en is met onbeperkte volmachten van de onderkoning van Egypte toegerust om de slavenhandel uit te roeien. Zijn lijfspreuk is: "Wee hem die wee doet".

In Cairo raakt Kara Ben Nemsi langzaam aan in de netten verstrikt van de vriendelijke Turkse handelaar Moerad. Hij komt bij hem in huis logeren om het spook onschadelijk te maken, dat later een zakenpartner van de Turk blijkt te zijn, Abd el Barek. Kara Ben Nemsi redt twee negerkinderen uit hun slavenbestaan in dienst van deze El Barek en krijgt van hem een verklaring dat hij voor spook heeft gespeeld.
Op zijn boottocht op de Nijl probeert een goochelaar van de Kadirine, Moetsabir Noebar, de documenten tevergeefs weer terug te stelen. Kara Ben Nemsi komt vervolgens in contact met Reis Effendina en ze raken bevriend vanwege hun gezamenlijk standpunt over de slavenhandel. Ditzelfde standpunt verhindert Kara Ben Nemsi om in te gaan op een aanbod van Moerad Nassyr om met zijn jongste zus te trouwen en daarmee tegelijkertijd te worden opgenomen in het familiebedrijf dat ook in slaven handelt. Na een lang oponthoud in de stad Assioet komt Kara Ben Nemsi uiteindelijk in contact met de luitenant van Reis Effendina, Ali Farid. Zijn baas heeft zijn legertje in tweeën gedeeld, zelf voert hij de ene helft aan, de andere helft komt onder commando van Kara Ben Nemsi.
De vermetele slavenhandelaar Ibn Asl heeft een bloedbad aangericht onder de Fessarah-Arabieren en 60 beeldschone dochters geroofd om als slavin te worden verkocht. Hiermee heeft hij zijn hand overspeeld want het betreft Mohammedaanse vrouwen en geen Christelijke negerinnen uit de Soedan. Kara Ben Nemsi arresteert eerst mensen uit zijn voorhoede die onder andere bestaat uit zijn vader en de goochelaar. Tijdens de beslissende slag weet Kara Ben Nemsi met Ali Farid de slavenkaravaan zonder bloedvergieten in Wadi el Berd te overmeesteren. De slavenjagers worden door Reis Effendina en de bevrijde slavinnen  op een man na uitgemoord, wanneer Kara Ben Nemsi even afwezig is. Hij krijgt de opdracht van reis Effendina de 60 dames terug naar hun stam te brengen. De lafhartige Selim weigert hem te vergezellen omdat hij zijn stam niet wil bezoeken. Zijn dienaar, de in Assioet bevrijde Ben Nil, zal Kara Ben Nemsi op deze tocht vergezellen.